# 이소이 (1993년)
이소이(1993년 10월 15일 ~ )는 대한민국의 배우이다.

## 출연작

### 드라마
- 2019년 웹드라마 《픽고 PICK GO》 ... 이하은 역
- 2020년 SBS 《아무도 모른다》 ... 이하나 역
- 2021년 웹드라마 《유튜버 클라쓰 2》 ... 세희 역
- 2021년 웹드라마 《무물쭈물 EP.03》 ... 설아 역
- 2023년 SBS 《악귀》
- 2024년 SBS 《지옥에서 온 판사》

## 뮤직비디오
- 2019년 근수 - Need
- 2019년 램씨 - YOU
- 2020년 김윤희 - ABC
- 2022년 김한결 - 애써
- 2023년 권순일 - 사랑합니다
- 2023년 GSoul - I Believe

## 광고
- 현대해상
- 롯데시네마
- 한국콘텐츠진흥원 - 불법웹툰 근절 공익광고
- 바비톡